# 신조 (승려)
신조(神照, 생몰년 미상)는 고려 말 조선 초의 천태종 승려이다. 천태종 소속 사찰인 진주의 용암사(龍巖寺), 원주 치악산의 각림사(覺林寺), 김포의 용화사(龍華寺) 등의 주지로 있었다.
공민왕 때부터 조정에 드나들며 왕의 총애가 두터웠으며, 공민왕 19년(1370년) 나옹(懶翁)이 공부선(功夫選)을 주관할 때 출제 내용에 대하여 의문을 제기하기도 하였다. 공민왕이 시해되었을 때 이인임에 의해 공민왕 시해의 주범으로 몰려 투옥되었다가 곧 풀려났다.
우왕 3년(1377년) 9월 황해도 해주를 침공한 왜구를 막기 위해 출정한 이성계를 따라 종군하였으며, 우왕 9년(1383년) 여주 신륵사의 대장각을 지을 때 천태종의 대표로 참가하였다. 위화도 회군(1388년)에도 참여해 공양왕이 옹립된 이듬해(1390년) 4월 9일 회군공신으로 책봉되었다. 그 해 8월에 공양왕은 공신패와 함께 수원 만의사(萬義寺) 및 그 노비들을 영구히 신조의 법손에게 전하도록 명하고, 만의사에 밭 70결을 기진하였다. 이때 신조는 자신의 사재를 털어 공양왕 3년 신미(1391년) 정월에 만의사에서 이레 동안의 소재도량(消災道場)을 열었다.
윤이 이초의 옥사에 즈음해 회군공신의 한 명이었던 지용기가 자신의 친족인 정읍 백성 왕익부가 충선왕의 서증손을 참칭하고 다녔던 것이 문제가 되어 사헌부의 탄핵을 받게 되었을 때, 신조가 지용기가 회군공신의 한 사람임을 왕에게 아뢰어 지용기의 처분을 가볍게 하는데 일조하였다.
공양왕 4년 임신(1392년) 2월에 다시금 만의사에 천태종 승려 380여 명을 모아 화엄경과 법화경을 강론하는 법회를 삼칠일(21일) 동안 열었는데, 신조가 만의사에서 개최한 두 차례에 걸친 법회에 참석했던 권근(權近)이 신조의 요청으로 쓴 《수원만의사축상화엄법회중목기》(水原萬義寺祝上華嚴法會衆目記)에는 "천태종 용암사(龍巖寺)의 주지 대선사 중대광(重大匡) 봉복군(奉福君) 신조"라고 되어 있다.
《용비어천가》(龍飛御天歌)에는 이성계를 따라 종군하며 자기는 승려로써 고기를 먹지 않았음에도 태조에게 음식을 드릴 때마다 손수 고기를 베어서 요리하였다고 전하고 있으며, 조선 왕조가 세워지고 봉리군(奉利君)에 봉해졌다. 태조 3년(1394년) 석왕사 중창에 참여하였다고 한다.
신조의 부도가 수원 만의사에 있었다고 전하며(《동명집》) 운곡 원천석(元天錫)이 신조에게 지어 준 기봉복군(寄奉福君)이라는 제목의 칠언고시 2수가 《운곡행록》에 실려 전한다.